# Compostela (Davao de Oro)
Compostela è una municipalità di quarta classe delle Filippine, situata nella Provincia di Davao de Oro, nella Regione del Davao.
Compostela è formata da 16 baranggay:
- Aurora
- Bagongon
- Gabi
- Lagab
- Mangayon
- Mapaca
- Maparat
- New Alegria
- Ngan
- Osmeña
- Panansalan
- Poblacion
- San Jose
- San Miguel
- Siocon
- Tamia